# محمود سليمان المغربي
محمود سليمان المغربي (1935 - 2009): سياسي ومناضل فلسطيني سوري ليبي. ولد في حيفا بفلسطين، تلقى تعليمه الابتدائي في المدرسة الأميرية بحيفا، ولجأ مع والديه إلى سوريا في عام النكبة 1948.
تابع تعليمه في كلية الحقوق في دمشق وعمل في قطر ثم تابع دراساته العليا في علوم النفط في الولايات المتحدة وعاد ليستقر في ليبيا.
شغل منصب أول رئيس للوزراء في ليبيا بعد انقلاب سبتمبر 1969 لفترة 1969 إلى 1970.
توفي يوم 17 يوليو 2009 في دمشق إثر مرض عضال ونعاه الرئيس الفلسطيني محمود عباس الذي كان زميله في الدراسة الابتدائية.
اصول محمود المغربي من ككلة في الجبل الغربي من عائله أولاد عيسى ولقب المغربي؛ ناضل من أجل قضية فلسطين وكان الجسر بين ليبيا والمسؤولين في منظمة التحرير الفلسطينية.